# Ossian Hulterström
Axel Nils Ossian Hulterström, född 25 december 1902 i Linköping, död 13 oktober 1965 i Malmö, var en svensk jurist. 
Hulterström, som var son till lokmästare Axel Hulterström och Hanna Nilsson, blev juris kandidat 1928. Han var notarie i Piteå domsaga 1929–1932, länsnotarie i Östergötlands län 1932–1938, i Västmanlands län 1939–1947, länsassessor i Västernorrlands län 1948–1952, landssekreterare i Jämtlands län 1952–1956 och i Malmöhus län från 1956. Han var ombudsman i Östergötlands centralkassa för jordbrukskredit 1933–1938, i egnahemsnämnden i Västmanlands län 1941–1947, ordförande i busslinjeutredningen 1953–1959 (ledamot 1948) och ledamot i Statens trafikkommitté 1941–1942. Hulterström är begraven på Högby kyrkogård på Öland.